# Dimitri Vegas & Like Mike
Dimitri Vegas & Like Mike là bộ đôi DJ người Hy Lạp - Bỉ được thành lập bởi anh em Dimitri Thivaios & Michael Thivaios. Họ hiện đang giữ vị trí số 1 trong cuộc bình chọn Top 100 DJ năm 2015 của tạp chí DJ Magazine sau một năm 2015 chói sáng với nhiều bản hit trước đó. Album Bringing The World The Madness của họ là album đầu tiên và là tour toàn thế giới.Những người hâm mộ thể loại nhạc điện tử hẳn không còn xa lạ gì với những bài hát như Tremor, Melody, The hum hay những bản edit cực hay của hai DJ này. Dimitri Vegas và Like Mike còn nổi tiếng với những sự hợp tác cùng với DJ số 1 thế giới: Martin Garrix, DJ với bản hit BLAH BLAH BLAH: Armin Van Buuren và bàn tay vàng TIESTO, Steve Aoki, Afrojack và nhiều cái tên đình đám khác